# Timea innocens
Timea innocens är en svampdjursart som först beskrevs av Schmidt 1870.  Timea innocens ingår i släktet Timea och familjen Timeidae.
Artens utbredningsområde är Florida. Inga underarter finns listade i Catalogue of Life.